# Rouzós
Rouzós (llamada oficialmente San Cibrao de Rouzós) es una parroquia y un lugar español del municipio de Amoeiro, en la provincia de Orense, Galicia.

## Toponimia
La parroquia también es conocida por el nombre de San Ciprián de Rouzós.

## Organización territorial
La parroquia está formada por ocho entidades de población:
- Afonsín
- Cimadevila (Cima de Vila)
- La Torre  (A Torre)(A Torre de Rozós)
- Liñares
- Loureiro
- Quintas (As Quintás)
- Reguengo (O Reguengo)
- Rouzós

## Demografía

### Parroquia
| Gráfica de evolución demográfica de Rouzós (parroquia) entre 2000 y 2021 |
|                                                                          |
| Datos según el nomenclátor publicado por el INE.                         |

### Lugar
| Gráfica de evolución demográfica de Rouzós (lugar) entre 2000 y 2021 |
|                                                                      |
| Datos según el nomenclátor publicado por el INE.                     |